# La saga de Carl
La saga de Carl, titulado en su versión original The Saga of Carl, es el penúltimo episodio de la vigesimocuarta temporada de la serie de animación Los Simpson, estrenado en la cadena Fox en Estados Unidos el 19 de mayo de 2013.

## Sinopsis
Bart y Lisa se apasionan por Ki-Ya Karate Monsters, un nuevo espectáculo de animación que cuenta con monstruos y criaturas míticas que son guerreros de karate. Marge se molesta por su enfoque en el juego, e insiste en que vayan a un museo, sólo para encontrar la atracción principal de la ciencia de Ki-Ya Karate Monsters. En otra exposición acerca de la probabilidad, Homer se fascina por un vídeo educativo que ofrece el filósofo francés Blaise Pascal que discute las probabilidades de ganar la lotería. Esa semana, Homer, Lenny, Carl y Moe compran su billete de lotería semanal y les tocan 200.000 dólares, con lo cual se reparten en 50.000 dólares para cada uno. Carl va a cobrar el boleto, mientras los demás van a una fiesta de celebración esa noche. Carl no asiste a la fiesta, por lo tanto se dan cuenta de que ha huido con todo el dinero. Homer y Moe revisan una foto de Carl, y descubren que el sitio donde se tomó la foto es en Géiser Strokkur.
Después de algunas investigaciones de genealogía ayudado por Lisa, Homer descubre que el país natal de Carl es Islandia y que tenía a una gran lista del árbol genealógico. Homer, Lenny y Moe vuelan a Reikiavik para reclamar sus derechos del dinero. Cuando llegan un hombre les cuenta sobre la vergonzosa historia de la familia Carlson, detallado en una saga islandesa. El antiguo texto los muestra como unos cobardes que ayudaron a los invasores bárbaros provocando la destrucción y la muerte masiva mil años atrás. Cuando encuentran a Carl en el hogar de la familia, conocen que el motivo del viaje a Islandia era para limpiar el nombre familiar comprando una página perdida de la saga donde creía que se revelaría que los Carlsons eran unos bravos guerreros, y les dijo que no les había contado nada porque no los consideraba sus verdaderos amigos ya que solo son sujetos que hacen cosas de hombres.
Enfurecido por esto, Homer, Moe y Lenny toman la página y quieren destruirla, aunque una llamada de Marge por Skype los hace recapacitar. Aprenden a leer el islandés antiguo y descubren en la página que los ancestros Carlson eran realmente más cobardes y traicioneros de lo que ellos pensaban.
En una reunión de los islandeses (incluyendo estrellas invitadas Sigur Rós y la ex primer ministro de Islandia Jóhanna Sigurðardóttir) en una plaza pública, los chicos les explican las buenas obras que Carl ha hecho por ellos en los últimos años, como que una vez ayudó a Lenny para el movimiento de su casa, ha ayudado a Moe a pintar sus ventanas y siempre deja cervezas sobrantes en el refrigerador de Homer. Impresionados por sus buenas cualidades y "muchos pequeños actos de bondad", el pueblo islandés perdona oficialmente a la familia Carlson y su mala reputación se borra. Tocado por sus esfuerzos, Carl se disculpa y se reconcilia con sus viejos amigos.
De vuelta a Springfield, Homer iba a utilizar su parte del dinero para colocar una piscina en el jardín de su casa, pero no pudo ser.
Al final del episodio, aparece un pequeño sketch en el que Homer hace mini-piscinas hechas con la mitad de un barril de cerveza. Bart tira a Homer, que estaba atascado, y éste se esconde abajo de la mini-piscina, simulando ser una tortuga.